# Casa a la plaça Gran, 13 (Peralada)
La Casa a la plaça Gran, 13 és una obra de Peralada (Alt Empordà) inclosa a l'Inventari del Patrimoni Arquitectònic de Catalunya.

## Descripció
Casa de planta baixa i dos pisos, situada a la plaça Gran. L'entrada presenta porxo amb gran arc rebaixat. Al primer pis dues obertures allindades donen a un balcó corregut, i en el segon es repeteixen les dues obertures, en aquest cas amb balcons independents. La façana es corona amb un nínxol al centre de la barana del terrat. El terrat es troba flanquejat per dues torres. Els pisos superiors es troben emmarcats per una motllura. Entre les obertures trobem una motllura decorativa.